# Hans Christern
Hans Christern (24 de enero de 1900 - 17 de junio de 1966) fue un Oberst altamente condecorado en la Wehrmacht durante la II Guerra Mundial. Fue condecorado con la Cruz de Caballero de la Cruz de Hierro de la Alemania Nazi. Christern asumió el mando de la 7.ª División Panzer en marzo de 1945 que rindió a las tropas británicas en mayo de 1945 al noroeste de Berlín.
Después de la guerra trabajó como granjero. Estuvo involucrado en la CDU, y participó en las elecciones federales de Alemania Occidental de 1949, pero no logró salir elegido.

## Condecoraciones
- Cruz de Caballero de la Cruz de Hierro el 31 de enero de 1941 como Mayor y comandante del II./Panzer-Regiment 31[1]